# Силицид дилития
Силици́д дили́тия — бинарное неорганическое соединение
лития и кремния с формулой Li2Si, фиолетовые кристаллы.

## Получение
- Осторожное нагревание в инертной атмосфере или вакууме стехиометрических количеств чистых веществ:

{\displaystyle {\ce {2Li{+}Si ->[800^o C] Li2Si}}}

## Физические свойства
Силицид дилития образует фиолетовые кристаллы моноклинной сингонии, пространственная группа C 2/m, параметры ячейки a = 0,770 нм, b = 0,441 нм, c = 0,656 нм, β = 113,40°, Z = 4.